# Pave Leo 3.
Pave Leo 3. (ca. 750 i Rom - 12. juni 816) var pave fra 795.
Hans valg blev modarbejdet af slægtninge til pave Hadrian 1., som satte ham i fængsel. Han blev imidlertid befriet og flygtede til Frankrig, hvor han blev lovet støtte af Karl den Store. I 800 blev han genindsat i pavestolen.
Juleaften 800 kronede Leo 3. Karl den Store til kejser i Peterskirken i Rom. Det blev begyndelsen til det tysk-romerske rige, hvor kejseren blev garant for pavestolens og kirkens sikkerhed.
Handlingen var imidlertid også et endeligt brud med Konstantinopel, der i realiteten var udelukket fra europæisk politik. Leo døde i 816 og blev begravet i Peterskirken.